# Puppet Master X: Axis Rising
Puppet Master X: Axis Rising es una película de terror de 2012 escrita y dirigida por Charles Band. Es la décima entrega de la franquicia de Puppet Master y se trata de una secuela directa de Puppet Master: Axis of Evil e introduce nuevos títeres llamados Blitzkrieg, Bombshell, Kamikaze y Weremacht, que luchan junto a los nazis. Fue lanzada directamente a DVD el 9 de octubre de 2012 por Full Moon Features.

## Argumento
Ozu, el villano de la película anterior, camina por un callejón oscuro sólo para ser detenido por Moebius, un general nazi. Ozu le ofrece la marioneta Tunneler , a cambio de su libertad. Danny y Beth están recuperando en casa de Danny. Danny le dice al resto de los títeres que no puede  revivir a Ninja, pero van a recuperar a Tunneler. Aparece Blade y les informa de la muerte de Ozu y la captura de Tunneler por los nazis. En eso tocan la puerta, Danny y Beth van a ver sólo para ser agarrados por unos misteriosos hombres de traje. Mientras tanto, en un laboratorio secreto en el barrio chino, Docter Freuhoffer, un doctor alemán con una fijación por las muñecos, está trabajando para Moebius para desarrollar una máquina que puede reanimar a los muertos.
Danny y Beth han sido llevados a una base militar. El mayor Collins les encomienda frustrar el atentado contra la fábrica de armas. También les informa que el general Danny Porter estará en la ciudad y que se les presentará con una medalla. Para protegerlos, se les han asignado el Sargento Stone como su guardaespaldas. 
En el laboratorio, Freuhoffer está examinando a Tunneler cuando Uschi entra y trata de seducirlo de nuevo. Moebius entra lleno de rabia y le dispara a Uschi en la cabeza. Danny, Beth, y Stone discuten cómo pueden ayudar a su causa cuando Danny piensa enseñarles los títeres a Stone. Freuhoffer intenta usar el líquido que extrae de Tunneler en su máquina para revivir a Uschi pero fracasa. Danny presenta a Stone los títeres y le dice que los nazis tienen uno de ellos que necesita recuperarlo. Freuhoffer muestra a Moebius su más reciente creación, Bombshell, una marioneta hecha a imagen de Uschi con ametralladoras en el pecho.
Danny y los otros llevan a Blade y Pinhead al barrio chino para localizar la base nazi. Ellos son emboscados por Bombshell y deben retirarse. Bombshell vuelve al laboratorio y Freuhoffer presenta otras tres marionetas Weremacht, un hombre lobo, Blitzkrieg, un tanque, y Kamikaze, una bomba caminante. Danny y los demás se están preparando para la ceremonia de entrega cuando la Leech Woman intenta decirles algo. Durante los premios, los títeres de Freuhoffer, atacan y matan al Mayor Collins. Porter, agradecido a Danny, le permite entrar en el ejército. Danny y los demás reflexionan cómo detener los títeres nazis. Localizan el y una vez dentro, localizan y recuperan a Tunneler, pero son detenidos por Moebius y los títeres de Freuhoffer. Los títeres pelean y esta vez los títeres nazis son golpeados.

## Reparto
- Kip Canyon como Danny.
- Jean Louise O'Sullivan como Beth.
- Terumi Shimazu como Ozu.
- Scott Anthony King como Moebius.
- Paul Thomas Arnold como General Porter.
- Oto Brezina como Freuhoffer.
- Brad Potts como Sargento Stone.
- Stephanie Sanditz como Uschi.
- Kurt Sinclair como Mayor Collins.

### Marionetas
- Blade
- Pinhead
- Leech Woman
- Jester
- Tunneler
- Six Shooter

### Otras marionetas
Estas nuevas marionetas son marionetas nazis, creadas por el Profesor Freuhoffer:
- Blitzkrieg
- Bombshell
- Weremacht
- Kamikaze